# Reichsstelle für Fische

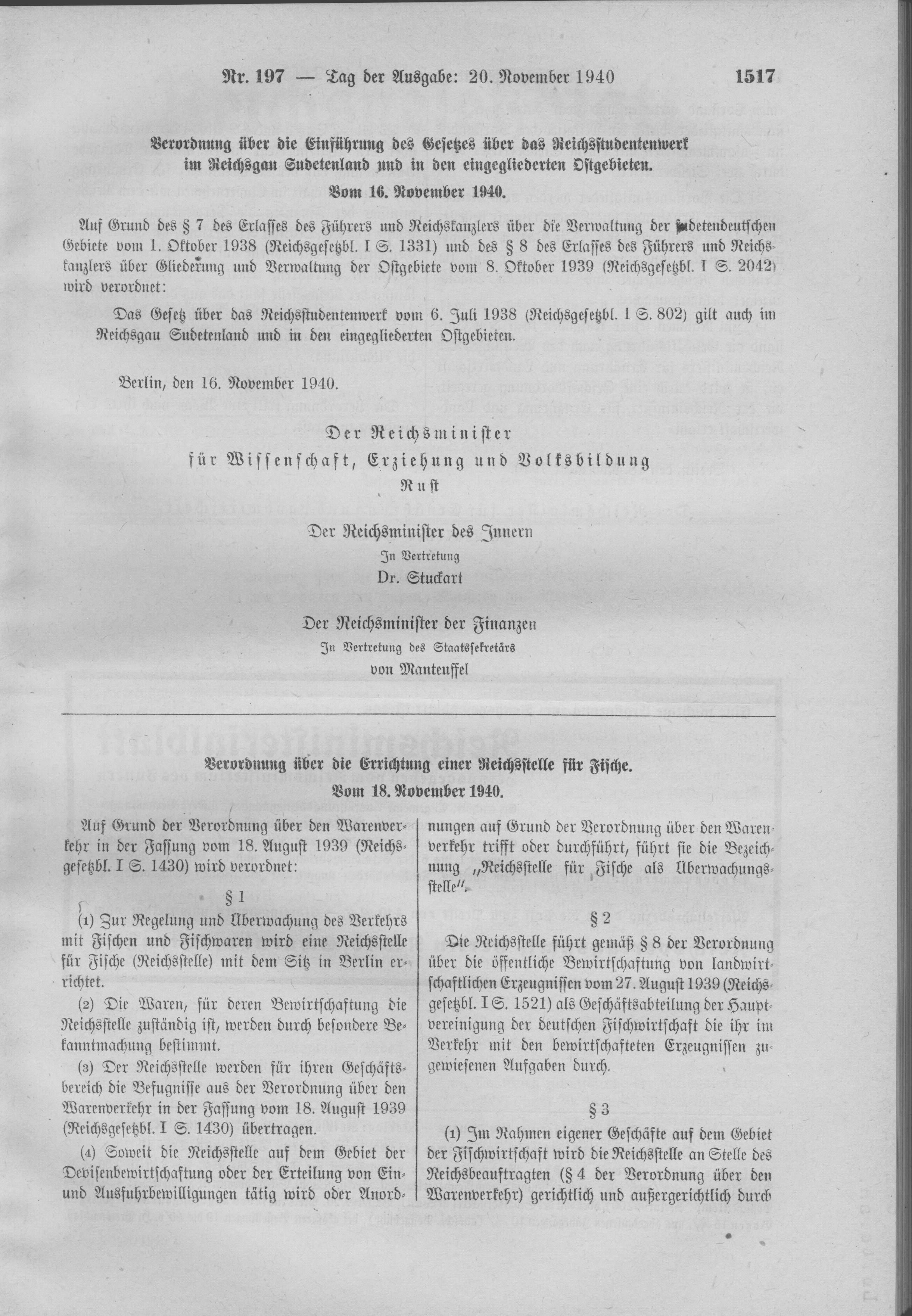
Verordnung über die Errichtung einer Reichsstelle für Fische vom 18. November 1940

Die Reichsstelle für Fische war eine Einrichtung im Deutschen Reich von 1940 bis 1945 als Geschäftsabteilung der Hauptvereinigung der deutschen Fischwirtschaft. Die Reichsstelle hatte die Aufgabe, die Regelung und die Überwachung des Verkehrs mit Fischen und Fischwaren vorzunehmen. Die Reichsstelle war eine Dienststelle des Reichsministeriums für Ernährung und Landwirtschaft.

## Rechtliche Grundlagen
Die Reichsstelle wurde durch Verordnung über die Errichtung einer Reichsstelle für Fische, die am 18. November 1940 durch den Reichsminister für Ernährung und Landwirtschaft verkündet wurde (RGBl. I S. 1517), begründet. Die Verordnung (VO) trat eine Woche nach der Verkündung in Kraft. Die Befugnisse ihres Geschäftsbereichs resultierten aus den Bestimmungen der Verordnung über den Warenverkehr (WarenverkehrsVO) in der Fassung vom 18. August 1939. Die Reichsstelle war keine Dienststelle der wirtschaftlichen Selbstverwaltung, sondern erhielt ihre Aufträge vom Reich und nahm Aufgaben der Hoheitsverwaltung wahr. Sofern die Reichsstelle auf dem Gebiet der Devisenbewirtschaftung, der Erteilung von Einfuhr- und Ausfuhrbewilligungen für Fische und Fischwaren oder bei der Bekanntgabe von Anordnungen gemäß der WarenverkehrsVO tätig wurde, trug die Reichsstelle die Bezeichnung Reichsstelle für Fische als Überwachungsstelle.

## Organisation der Reichsstelle
Die Reichsstelle war rechtlich der Dienstaufsicht des Reichsministers für Ernährung und Landwirtschaft unterstellt, der dem Vorstand im Rahmen der Geschäftsführung der Reichsstelle Weisungen erteilen konnte. Die Einzelheiten der Geschäftsführung regelte eine Geschäftsordnung, die das Reichsministerium erließ. Aus der WarenverkehrsVO ergab sich, dass die Reichsstelle eine Juristische Person war, die gerichtlich und außergerichtlich durch einen Vorstand vertreten wurde. Die Mitglieder des Vorstands wurden durch den Reichsminister für Ernährung und Landwirtschaft bestellt, der auch die Besetzung der Stellvertreter regelte. Die Personen des Vorstandes und ihrer Stellvertreter wurden namentlich im Deutschen Reichsanzeiger bekannt gegeben. Sitz der Reichsstelle war in Berlin, Passauer Straße 29–30.

## Aufgabenstellungen
Die Aufgabenstellungen der Reichsstelle als Geschäftsabteilung der Hauptvereinigung der deutschen Fischwirtschaft im Verkehr mit bewirtschafteten Fischen und Fischerzeugnissen regelte die Verordnung über die öffentliche Bewirtschaftung von landwirtschaftlichen Erzeugnissen vom 27. August 1939 (RGBl. I, S. 1521). Bezüglich der Waren, für die die Reichsstelle zuständig war, wurde eine besondere Bekanntmachung erlassen. Mit der Verordnung über Preisbildung ausländischer Waren (AuslandswarenpreisVO) vom 15. Juli 1937 (RGBl. I, S. 881) und der diesbezüglichen Ersten Ausführungsverordnung vom 10. August 1937 (RGBl. I, S. 884) erhielt die Reichsstelle die Ermächtigung, für ausländische Fische und Fischerzeugnisse in bestimmten Stufen ihrer Fachgebiete Höchst- und Richtpreise festzulegen und Handelsspannen zu bestimmen. Im Zusammenhang mit dem Gesetz über Aus- und Einfuhrverbote vom 25. März 1939 (RGBl. I, S. 578) konnte die Reichsstelle Aus- und Einfuhrbewilligungen in ihrem Geschäftsbereich erlassen.
Aus den Bestimmungen der WarenverkehrsVO ergab sich, dass die Reichsstelle eine andere Dienststelle mit bestimmten Aufgaben aus ihrem Geschäftsbereich beauftragen konnte. Dabei unterstand die beauftragte Stelle den Weisungen und Richtlinien der Reichsstelle. Die beauftragte Stelle hatte nicht das Recht, Anordnungen zu erlassen, eigene Auskünfte zu erlangen oder Ordnungs- oder Strafmaßnahmen auszusprechen. Mit diesen Regelungsmöglichkeiten konnte die Reichsstelle die Bewirtschaftung mit Fischen und Fischerzeugnissen ausweiten. So konnten Verteilungsstellen eingerichtet werden, die Einzelentscheidungen im Warenverkehr zu einer größeren „Betriebsnähe“ führen konnten. In diese Maßnahmen wurden Wirtschaftskammern, Bezirkswirtschaftsämter und Wirtschaftsämter eingebunden.
Aus der Verordnung über Auskunftspflicht vom 13. Juli 1923 ergab sich für die Reichsstelle eine Reihe von Rechten über Auskünfte zu Warenmuster und Warenproben. Beim Zoll und bei der Reichsbahn konnte die Reichsstelle Überwachungsmaßnahmen und Anordnungen einleiten. Gegenüber der Reichsstelle und ihren Beauftragten bestand weder ein Betriebs- und Geschäftsgeheimnis noch ein Zeugnisverweigerungsrecht. Bei Zuwiderhandlungen bzw. Verweigerungen auf Auskunft konnte die Reichsstelle Ordnungsstrafen erlassen, wenn ein öffentliches Interesse bestand. Sonst konnte auch ein Ordnungsstrafverfahren beim Reichswirtschaftsgericht von der Reichsstelle beantragt werden.

## Personelle Besetzung (1944)
- Reichsbeauftragter und Vorstandsmitglied: Dr. Böllert
- Stellvertretendes Vorstandsmitglied: Bierstaedt
- Stellvertretender Reichsbeauftragter: Groening[3]